# Sofia av Grekland
Drottning Sofia av Spanien, tidigare Prinsessan Sofia av Grekland och Danmark, född 2 november 1938 i Aten, Grekland, var Spaniens drottning mellan 1975 och 2014.
Hon är dotter till Paul I av Grekland och Frederika av Hannover och äldre syster till ex-kung Konstantin II av Grekland.
Hon är utbildad barnsköterska.
Den 14 maj 1962 gifte hon sig med blivande kung Juan Carlos I av Spanien. Paret hade träffats sommaren dessförinnan ombord på en lustjakt som kryssade runt i grekiska övärlden.
Hon har bland annat gett namn åt Museo Reina Sofía i Madrid.

## Barn
1. Elena av Spanien, född 20 december 1963
2. Cristina av Spanien, född 13 juni 1965
3. Felipe VI av Spanien, född 30 januari 1968

Sofia har åtta barnbarn: Felipe Juan, Victoria Federica, Juan Valentin, Pablo Nicolas, Miguel, Irene, Leonor och Sofia.

## Utmärkelser

### Spanska
- Karl III:s orden (1983)[2]
- Maria-Lovisaorden (1962)[3]

### Utländska
- Österrikiska förtjänstorden (Österrike, 1978)[4]
- Leopoldsorden (Belgien, 1978)[5]
- Kristusorden (Portugal, 1978)[6]
- Finlands Vita Ros’ orden (Finland, 1978)[7]
- Serafimerorden (Sverige, 1979)
- Elefantorden (Danmark, 1980)[8]
- San Lorenzos nationella orden (Ecuador, 1980)[9]
- Dyrbara Kronans orden (Japan, 1980)[10]
- Nassauska Gyllene lejonets orden (Luxemburg, 1980)[11]
- Sankt Olavs orden (Norge, 1982)[12]
- Isländska falkorden (Island, 1985)[13]
- Jordaniens stjärnas orden (Jordan, 1985)[14]
- Jakobs Svärdsorden (Portugal, 1988)[6]
- Dygdernas orden (Egypten, 1997)[15]
- Chula Chom Klaos orden (Thailand, 1987)[16]
- Henrik Sjöfararens orden (Portugal, 1996)[6]
- Italienska republikens förtjänstorden (Italien, 1996)[17]
- Orientaliska republiken Uruguays medalj (Uruguay, 1996)[18]
- José Matías Delgados nationella orden (El Salvador, 1997)[19]
- Renässansens högsta orden (Jordan, 1999)[20]
- Vytautasorden (Litauen, 2005)[21]
- Terra Mariana-korsets orden (Estland, 2007)[22]
- Jamaicaorden (Jamaica, 2009)[23]